# 神沼克伊
神沼 克伊（かみぬま かつただ、1937年6月1日 - ）は、日本の固体地球物理学者、極地研究家。国立極地研究所ならびに総合研究大学院大学名誉教授。地震、火山、ならびに極地研究の第一人者として活躍。

## 経歴
神奈川県川崎市生まれ。神奈川県立湘南高等学校卒業。東京理科大学理学部物理学科卒業。東京大学大学院理学研究科博士課程修了後、東京大学地震研究所に入所し、地震や火山噴火予知の研究に携わる。地震被災地や火山に赴いての指導や執筆活動等で活躍。
- 1966年の第八次南極観測隊に参加。1974年より国立極地研究所に移り、南極研究の第一人者として活躍。2度の越冬を含め15回も南極へ赴いている。

- 同年3月　東京大学から理学博士。論文の題は「The study of the crustal and mantle structure in Japan from phase velocities of Love and Rayleigh waves(ラブ波及びレーリー波から求めた日本の地下構造)」[3]。

- アメリカやニュージーランドとの南極での共同研究の活躍で、カミヌマクラッグ（英語: Kaminuma Crag）（岩峰）、カミヌマブラフ（英語: Kaminuma Bluff）（崖）と、南極の地2カ所に「カミヌマ」の地名がついている。また、南極に関する著書の数は20冊以上と群を抜いており（ギネスブックには無いがニュージーランドのジャーナリスト「」によれば、世界一である。）、特に南極の地震活動に大して非常に深く研究を行っている。

- 2011年2月22日のクライストチャーチの地震では、110年前の1901年の地震でも大聖堂の尖塔が折れたと、ただ一人解説している。

- 地震、火山、津波などの災害に際しては、テレビでは一般人に対しても大変分かりやすい解説を行っている。

- 1973年には「霧島山は桜島の活動後約100年で活動を始める」という論文を書いており、1914年の櫻島の噴火以来97年目の2011年1月26日からの噴火で、27日からマグマが噴出する本格的な活動が始まった。21世紀は桜島の活動は沈静化し、霧島山（新燃岳と御鉢が交互に）の活動が続くと予測している。

## 著書
- 『南極・火山・地震』玉川大学出版部(玉川選書) 1977
- 『氷の大陸南極』玉川大学出版部 玉川選書 1978
- 『25年目の南極』日刊工業新聞社(ウィークエンドブックス) 1983
- 『南極情報101』1983 岩波ジュニア新書
- 『南極の現場から』1985 新潮選書
- 『地球のなかをのぞく』1988 講談社現代新書
- 『南極100年 地球上のパラダイスをめざして』ほるぷ出版 1994
- 『南極の四季』1994 (新潮選書)
- 『極域科学への招待』1996 (新潮選書)
- 『地震学者の個人的な地震対策 治にいて乱を忘れずの法』三五館 1999
- 『南極へ行きませんか』出窓社 2001
- 『地震の教室』古今書院 2003
- 『旅する南極大陸 〈体感的〉究極ガイドブック』三五館 2007
- 『地球環境を映す鏡南極の科学 氷に覆われた大陸のすべて』講談社 ブルーバックス 2009
- 『みんなが知りたい南極・北極の疑問50 南極点の標識が毎日移動しているって? 南極の地下にある地底湖の正体とは?』ソフトバンククリエイティブ(サイエンス・アイ新書) 2010
- 『次の超巨大地震はどこか? 過去に起こった巨大地震の記録から可能性の高い地域を推測する!!』ソフトバンククリエイティブ(サイエンス・アイ新書 2011
- 『首都圏の地震と神奈川』有隣堂 有隣新書 2012
- 『次の首都圏巨大地震を読み解く M9シンドロームのクスリとは?』三五館 2013
- 『白い大陸への挑戦 日本南極観測隊の60年』現代書館 2015[4]

### 共著・監修
- 『南極 ひらけゆく大陸』平沢威男共著 朝倉書店 1983
- 『地震予知と社会』平田光司共監修,溝上恵,杉原英和, 島村英紀,泊次郎著 古今書院 2003
- 『北極と南極の100不思議』監修, 和田誠,東久美子,麻生武彦,渡邉研太郎著 東京書籍 2003
- 『地震と火山の100不思議 地震予知・火山噴火予知の最前線』宮町宏樹,杉原英和,金尾政紀,野木義史,伊藤潔共著 東京書籍 2004
- 『日本の火山を科学する 日本列島津々浦々、あなたの身近にある108の活火山とは?』小山悦郎共著 ソフトバンククリエイティブ(サイエンス・アイ新書) 2011

### 翻訳
- バーナード・ストーンハウス『北極・南極 : 極地の自然環境と人間の営み』三方洋子共訳 朝倉書店 1996